# United Talent Agency
United Talent Agency ou UTA est une agence d'artistes. La société basée à Beverly Hills en Californie a été créée en 1991 et comptait, en 2021, environ 1 400 employés. UTA a des filiales spécialisées dans le cinéma, la télévision, le numérique, la littérature, la musique, les jeux vidéo, l'image de marque et l'octroi de licences.

## Historique
United Talent Agency, créée en 1991, est une société privée représentant des talents dans divers secteurs, notamment le cinéma, la télévision, les médias numériques, l'édition, la musique et les jeux vidéo. L'agence de talent basée à Beverly Hills, en Californie, est l'une des plus importantes au monde, avec environ 300 agents représentant des acteurs, réalisateurs, producteurs, artistes, écrivains et autres professionnels. Ses services comprennent également la gestion de l'image de marque, le financement de films, l'octroi de licences, le marketing, la gestion stratégique et le financement de capital risque pour les entreprises. En dehors de Beverly Hills, UTA possède des bureaux à Londres, Malmö, Miami, Nashville et New York. Fin 2021, UTA comptait environ 1400 employés.